# Messier 95
Messier 95 (také M95 nebo NGC 3351) je spirální galaxie s příčkou v souhvězdí Lva. Spolu s galaxií Messier 96 ji objevil Pierre Méchain 20. března 1781. Od Země je vzdálená asi 34,5 milionů světelných let
a spolu s M96 je členem Skupiny galaxií M 96, která leží přímo uprostřed souhvězdí Lva.

## Pozorování

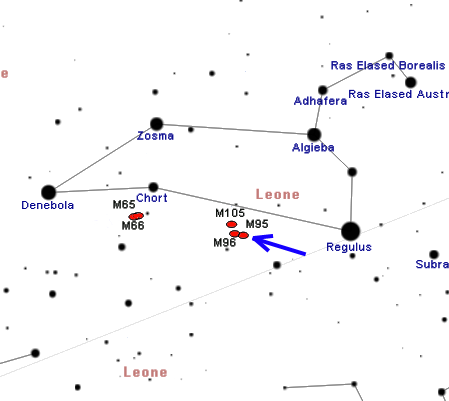
Poloha M 95 v souhvězdí Lva

M95 a její blízké galaxie leží v oblasti oblohy bez výrazných hvězd, takže k jejímu nalezení je potřeba v polovině spojnice hvězd Regulus (α Leo) a Chertan (θ Leo) najít hvězdu 6. magnitudy 52 Leonis a od ní se posunout 2° jižním směrem. Galaxie je mimo dosah středně velkých triedrů, jako například 10x50, takže k jejímu nalezení je potřeba mít dalekohled o průměru alespoň 80 mm, který ji ukáže jako světlou skvrnku. Přístroje s průměrem 150 až 300 mm zvýší počet viditelných podrobností, jako například přítomnost jádra, které má rozměr 40″ a hvězdnou velikost 10, nebo velmi slabé halo o rozměru 5', které protíná stěží viditelná galaktická příčka.
Galaxii je možné snadno pozorovat z obou zemských polokoulí, protože má pouze mírnou severní deklinaci. Přesto je na severní polokouli lépe pozorovatelná a během jarních nocí tam vychází vysoko na oblohu, zatímco na jižní polokouli v oblastech více vzdálených od rovníku zůstává poněkud níže nad obzorem. Přesto je tedy viditelná ze všech obydlených oblastí Země. Nejvhodnější období pro její pozorování na večerní obloze je od února do srpna.
40′ východně od M95 leží M96 a asi 50′ severně od M96 se nachází M105.

## Historie pozorování
Galaxii objevil Pierre Méchain 20. března 1781 spolu s galaxií M96 a oznámil to svému kolegovi Charlesi Messierovi, který obě zařadil do svého katalogu. Messier galaxii M95 popsal jako velice slabou skvrnu bez hvězd a nezaznamenal její souřadnice. William Herschel, který měl mnohem větší dalekohled než Messier, ji naopak popsal jako velké jasné kulaté mračno, které se směrem k jádru postupně zjasňuje. William Parsons, který ji pozoroval ještě větším dalekohledem, ji popsal jako mračno, jehož jádro se podobá kulové hvězdokupě.

## Vlastnosti
M95 patří mezi galaxie nejvíce prozkoumané pomocí Hubbleova vesmírného dalekohledu za účelem určení Hubbleovy konstanty. Dalekohledem pořízené snímky pomohly odhalit cefeidy, díky kterým je možné určit vzdálenost galaxie. Získané výsledky byly upraveny s pomocí družice Hipparcos a výsledná hodnota je 32,6 ± 1,4 milionů světelných let.
Galaxie se od Slunce vzdaluje rychlostí 766 km/s.

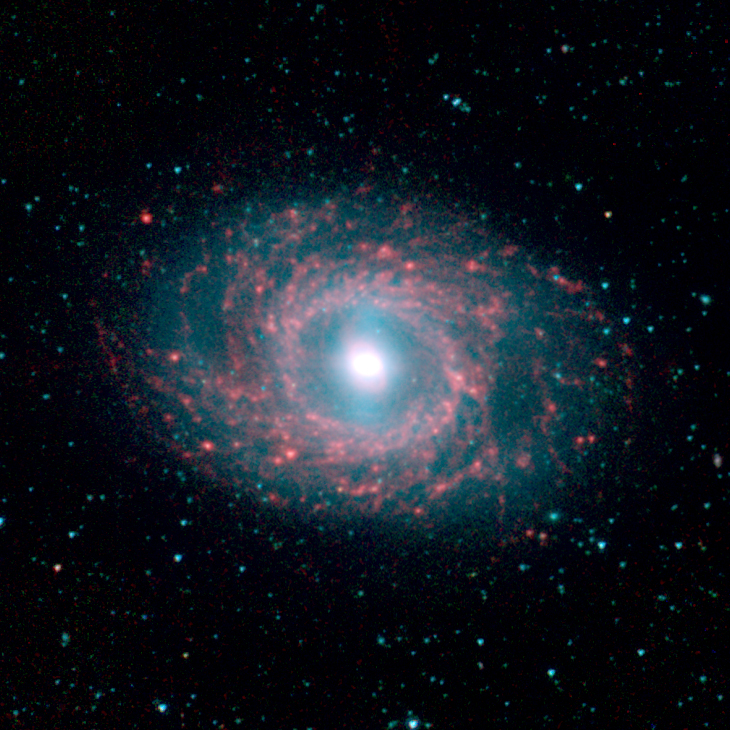
M95 na infračerveném snímku ze Spitzerova vesmírného dalekohledu

Tato galaxie vykazuje značnou činnost poblíž svého středu, zejména v prstenci o průměru přibližně 600 parseků, který obepíná její střed
a který je pravděpodobně tvořen rozptýleným nesourodým plynem. Rentgenové záření této galaxie pochází z mnoha zdrojů, které jsou soustředěny v oblastech horkého plynu, a rozmístění těchto zdrojů se dá vysvětlit tak, že ukazují řetězec oblastí s prudkou tvorbou hvězd vyskytujících se v mnoha částech prstence. Rentgenové záření vychází i z míst vzdálených od prstence přinejmenším 500 parseků, což by se dalo vysvětlit únikem plynu z tohoto prstence.
Podle Hubbleovy klasifikace galaxií se řadí mezi typy SBb nebo SB(r)b, jedná se tedy o spirální galaxii s příčkou se středně navinutými rameny. Svým celkovým vzhledem se podobá galaxii M91, ale M95 má výraznější spirální ramena.
V galaxii byla nalezena zatím jediná supernova, která dostala označení SN 2012aw, byla typu IIP a největší hvězdné velikosti 12,7 dosáhla 22. až 24. března 2012.

## Skupina galaxií M 96
M95 je členem Skupiny galaxií M 96, což je skupina galaxií v souhvězdí Lva, do které patří také sousední galaxie M96 a M105.

### Knihy
- O'MEARA, Stephen James. Deep Sky Companions: The Messier Objects. New York: Cambridge University Press, 1998. Dostupné online. ISBN 0-521-55332-6. (anglicky)

### Mapy hvězdné oblohy
- Toshimi Taki. Taki's 8.5 Magnitude Star Atlas [online]. 2005 [cit. 2018-03-19]. Dostupné v archivu pořízeném dne 2018-11-05. (anglicky) – Atlas hvězdné oblohy volně stažitelný ve formátu PDF.
- TIRION; RAPPAPORT; LOVI. Uranometria 2000.0 - Volume I - The Northern Hemisphere to -6°. Richmond, Virginia, USA: Willmann-Bell, inc., 1987. Dostupné online. ISBN 0-943396-14-X.
- TIRION; SINNOTT. Sky Atlas 2000.0. 2. vyd. Cambridge, USA: Cambridge University Press, 1998. ISBN 0-933346-90-5.
- TIRION. The Cambridge Star Atlas 2000.0. 3. vyd. Cambridge, USA: Cambridge University Press, 2001. Dostupné online. ISBN 0-521-80084-6.